# Saison 6 de L'amour est dans le pré
La sixième saison de L'amour est dans le pré, est une émission de télévision française de téléréalité, diffusée chaque semaine sur M6 du lundi 13 juin 2011 au lundi 12 septembre 2011. Elle est présentée par Karine Le Marchand.
Les portraits des 14 agriculteurs participants à cette saison ont été diffusés le 4 janvier 2011.

## Production et organisation

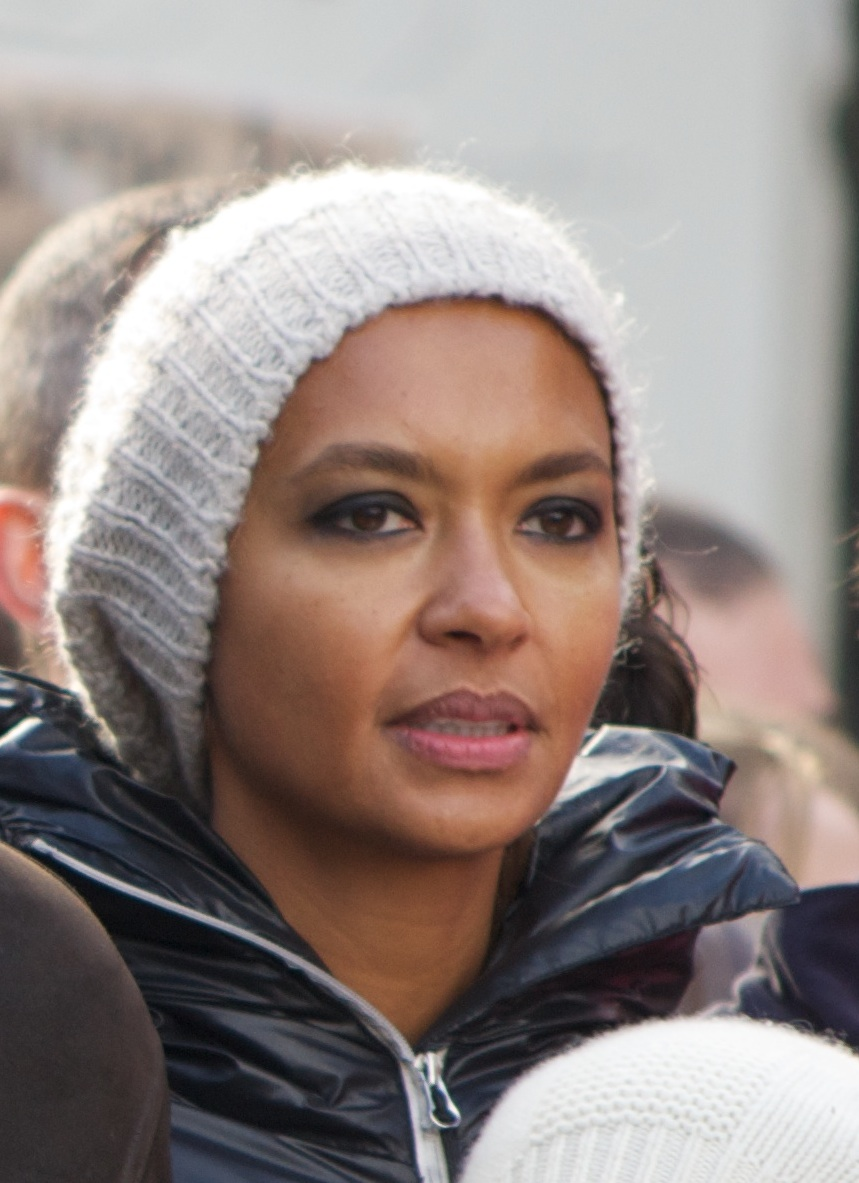
Karine Le Marchand présente l'émission.

Karine Le Marchand, présentatrice depuis la saison précédente, l'est à nouveau pour cette édition,.
La société de production Fremantle, produit une fois de plus cette saison.

## Participants
Ci-après, la liste des 14 participants de cette saison,,, :
| Participants | Participants    | Profession                      | Âge    | Localisation         | Intéressé par |
| ------------ | --------------- | ------------------------------- | ------ | -------------------- | ------------- |
| ♂            | Alexis          | Viticulteur                     | 47 ans | Var                  | Femmes        |
| ♂            | Benjamin        | Céréalier                       | 29 ans | Seine-et-Marne       | Femmes        |
| ♂            | Benoît          | Éleveur de vaches               | 37 ans | Vosges               | Femmes        |
| ♀            | Céline          | Éleveuse de brebis              | 33 ans | Pyrénées-Atlantiques | Hommes        |
| ♂            | Didier († 2023) | Viticulteur et maraîcher        | 46 ans | Hérault              | Femmes        |
| ♂            | Fabien          | Éleveur de vaches et de chevaux | 33 ans | Meurthe-et-Moselle   | Femmes        |
| ♂            | Jean-Claude     | Éleveur de vaches               | 42 ans | Seine-et-Marne       | Femmes        |
| ♂            | Jean-Michel     | Éleveur de vaches               | 38 ans | Indre-et-Loire       | Femmes        |
| ♀            | Karine          | Éleveuse de poneys              | 31 ans | Cher                 | Hommes        |
| ♂            | Loïc            | Éleveur de vaches               | 46 ans | Ille-et-Vilaine      | Femmes        |
| ♂            | Matthieu        | Éleveur de vaches               | 28 ans | Maine-et-Loire       | Femmes        |
| ♂            | Philippe        | Céréalier                       | 46 ans | Lot                  | Femmes        |
| ♂            | Raymond         | Éleveur de vaches et de chevaux | 50 ans | Ariège               | Femmes        |
| ♂            | Sylvain         | Éleveur de vaches et céréalier  | 33 ans | Orne                 | Femmes        |

## Audiences et diffusion
En France, l'émission est diffusée les lundis : 4 janvier 2011 pour les portraits, et du 13 juin au 12 septembre 2011 pour le reste de la saison. Un épisode dure environ 2 h 10 (publicités incluses), soit une diffusion de 20 h 45 à 22 h 55.
| Épisode | Jour et horaire de diffusion         | Nombre de téléspectateurs | Part de marché (sur les 4 ans et plus) | Classement des audiences | Réf.   |
| ------- | ------------------------------------ | ------------------------- | -------------------------------------- | ------------------------ | ------ |
| 1       | Lundi 4 janvier 2011 (20:45 - 22:55) | 4 500 000                 | 18,1 %                                 | 2e                       | [ 12 ] |

| Épisode            | Jour et horaire de diffusion            | Nombre de téléspectateurs | Part de marché (sur les 4 ans et plus) | Classement des audiences | Réf.     |
| ------------------ | --------------------------------------- | ------------------------- | -------------------------------------- | ------------------------ | -------- |
| 1                  | Lundi 13 juin 2011 (20:45 - 22:55)      | 6 290 000                 | 25,1 %                                 | 1er                      | [ 3 ]    |
| 2                  | Lundi 20 juin 2011 (20:45 - 22:55)      | 6 418 000                 | 25,8 %                                 | 1er                      | [ 13 ]   |
| 3                  | Lundi 27 juin 2011 (20:45 - 22:55)      | 5 925 000                 | 24,6 %                                 | 1er                      | [ 14 ]   |
| 4                  | Lundi 4 juillet 2011 (20:45 - 22:55)    | 6 174 000                 | 25,7 %                                 | 1er                      | [ 15 ]   |
| 5                  | Lundi 11 juillet 2011 (20:45 - 22:55)   | 6 300 000                 | 27,0 %                                 | 1er                      | [ 16 ]   |
| 6                  | Lundi 18 juillet 2011 (20:45 - 22:55)   | 6 185 000                 | 25,1 %                                 | 1er                      | [ 17 ]   |
| 7                  | Lundi 25 juillet 2011 (20:45 - 22:55)   | 6 300 000                 | 26,8 %                                 | 1er                      | [ 18 ]   |
| 8                  | Lundi 1er août 2011 (20:45 - 22:55)     | 5 611 000                 | 26,2 %                                 | 1er                      | [ 19 ]   |
| 9                  | Lundi 8 août 2011 (20:45 - 22:55)       | 5 374 000                 | 23,9 %                                 | 1er                      | [ 20 ]   |
| 10                 | Lundi 15 août 2011 (20:45 - 22:55)      | 4 814 000                 | 23,8 %                                 | 1er                      | [ 21 ]   |
| 11                 | Lundi 22 août 2011 (20:45 - 22:55)      | 5 360 000                 | 23,3 %                                 | 1er                      | [ 22 ]   |
| 12                 | Lundi 29 août 2011 (20:45 - 22:55)      | 6 323 000                 | 24,4 %                                 | 1er                      | [ 23 ]   |
| 13                 | Lundi 5 septembre 2011 (20:45 - 22:55)  | 5 876 000                 | 23,0 %                                 | 1er                      | [ 24 ]   |
| 14                 | Lundi 12 septembre 2011 (20:45 - 22:55) | 6 500 000                 | 27,1 %                                 | 1er                      | [ 25 ]   |
|                    |                                         |                           |                                        |                          |          |
| Bilan de la saison | Bilan de la saison                      | 5 961 000                 | 25,1 %                                 | –                        | [ n° 1 ] |

Légende :
- plus hauts scores d'audiences
- plus bas scores d'audiences